# Harald Werthmann
Harald Werthmann (* 24. November 1924 in Tilsit; † 5. September 1984 in Berlin) war ein deutscher Politiker der DDR-Blockpartei LDPD, in der er Sekretär des Zentralvorstandes war. Von 1953 bis zu seinem Tode gehörte er der Volkskammer an.

## Leben
Harald Werthmann wurde als Sohn eines Landarbeiters im ostpreußischen Tilsit geboren. Nach der Mittelschule besuchte er zwischen 1941 und 1942 eine Fachschule für Finanzwesen und war in diesem Bereich zunächst in Potsdam, anschließend bis zur Einberufung zur Wehrmacht in Teltow tätig. Im April 1945 geriet Werthmann in Kriegsgefangenschaft, aus der er im Juli 1945 in Eutin entlassen wurde. Nach verschiedenen Hilfstätigkeiten fand er ab Juli 1946 im brandenburgischen Beeskow zunächst eine Anstellung im dortigen Finanzamt, wo er bis 1949 beschäftigt war.
Während dieser Zeit wurde Werthmann 1947 Mitglied der sich damals noch als LDP bezeichneten liberalen Partei in der sowjetischen Besatzungszone. Nach dem Amtsantritt des neuen brandenburgischen Finanzministers Ingo von Koerber im Dezember 1949 holte dieser Werthmann als seinen persönlichen Referenten in das Finanzministerium nach Potsdam. Zur Landtagswahl 1950 wurde Werthmann als Kandidat der LDP aufgestellt und gewählt. Er vertrat seine Partei als Landtagsabgeordneter bis zur Auflösung des brandenburgischen Landtags im Sommer 1952. Nachdem Ende November 1950 mit Siegfried Dallmann ein NDPD-Mitglied zum brandenburgischen Finanzminister ernannt worden war, wechselte Werthmann Anfang 1951 nach Berlin, wo er persönlicher Referent des damaligen DDR-Finanzministers und LDPD-Vorsitzenden Hans Loch wurde. Diese Funktion übte Werthmann bis 1957 aus. In dieser Zeit absolvierte er auch von 1954 bis 1957 ein Studium an der Hochschule für Ökonomie in Berlin-Karlshorst. Hinzu kam noch seine Abgeordnetentätigkeit in der Volkskammer, in die er am 25. August 1953 nachgerückt war. Von 1957 bis 1961 war er dort stellvertretender Vorsitzender des Ausschusses für die örtlichen Volksvertretungen. Das Volkskammermandat behielt Werthmann bis zu seinem Tod 1984. 1961 rückte Werthmann hauptamtlich in den Parteiapparat der LDPD auf. Er wurde Sekretär des Zentralvorstandes der LDPD, Mitglied des Politischen Ausschusses des Zentralvorstandes und Vorsitzender des LDPD-Bezirksverbandes Berlin. Diesem Bezirksverband stand er bis zum April 1984 vor, dann gab er den Vorsitz aus gesundheitlichen Gründen an seinen Nachfolger Fritz Krausch weiter. Seit 1963 war Werthmann Mitglied der Ost-Berliner Stadtverordnetenversammlung.
Seine Lebensleistung wurde nach seinem Tod am 5. September 1984, dem eine lange schwere Krankheit vorausging, in mehreren Artikeln im SED-Zentralorgan Neues Deutschland gewürdigt. Auch die Trauerfeier wurde mit einem Artikel gewürdigt. Werthmanns Urne wurde auf dem Friedhof Baumschulenweg beerdigt.

## Ehrungen in der DDR
- 1959 Vaterländischer Verdienstorden in Bronze
- 1969 Vaterländischer Verdienstorden in Silber[2]
- 1974 Orden Banner der Arbeit Stufe I[3]
- 1984 Vaterländischer Verdienstorden in Gold[4]